# Сомерсет (острів)
Со́мерсет (англ. Somerset Island) — горбистий острів (висота до 762 м) у Північному Льодовитому океані в складі Канадського Арктичного архіпелагу. Розташований на північ від півострова Бутія і на південь від протоки Барроу. Площа 24 786 км² (12-й за територією острів у Канаді; 45-й у світі). Належить території Канади Нунавут.
Перші мешканці острова були 1000 років тому — предки приморських індіанців та народу інуктітут. У 1848 році на острів прибув англієць Джеймс Кларк Росс: він став першим дослідником-європейцем, що висадився на острів.
У 1937 Компанія Гудзонової затоки заснувала факторію Форт-Росс (англ. Fort Ross), яка працювала на острові близько одинадцяти років. У теперішній час острів незаселений.